# Aciérie de Lögdö

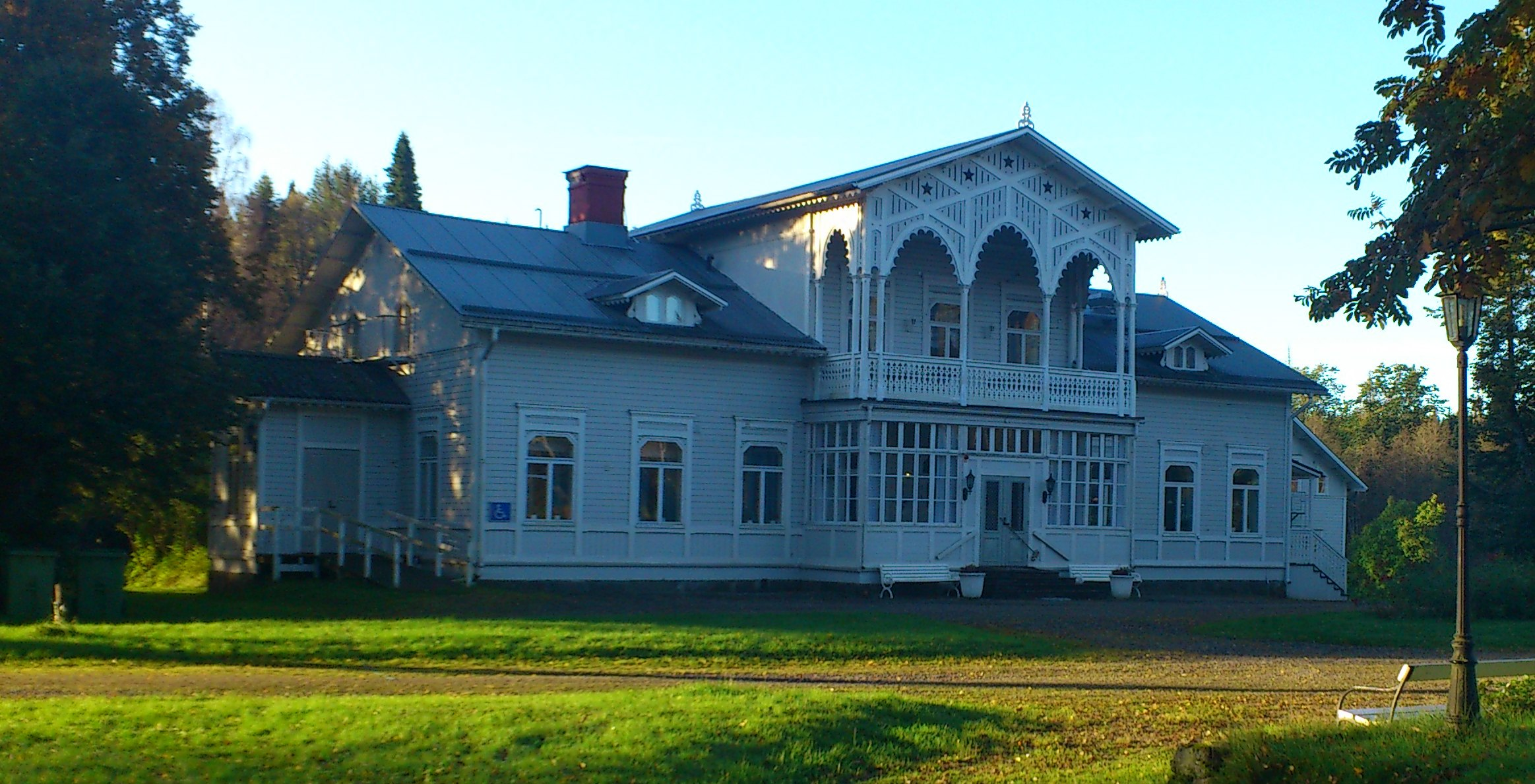
Le manoir de la fabrique.

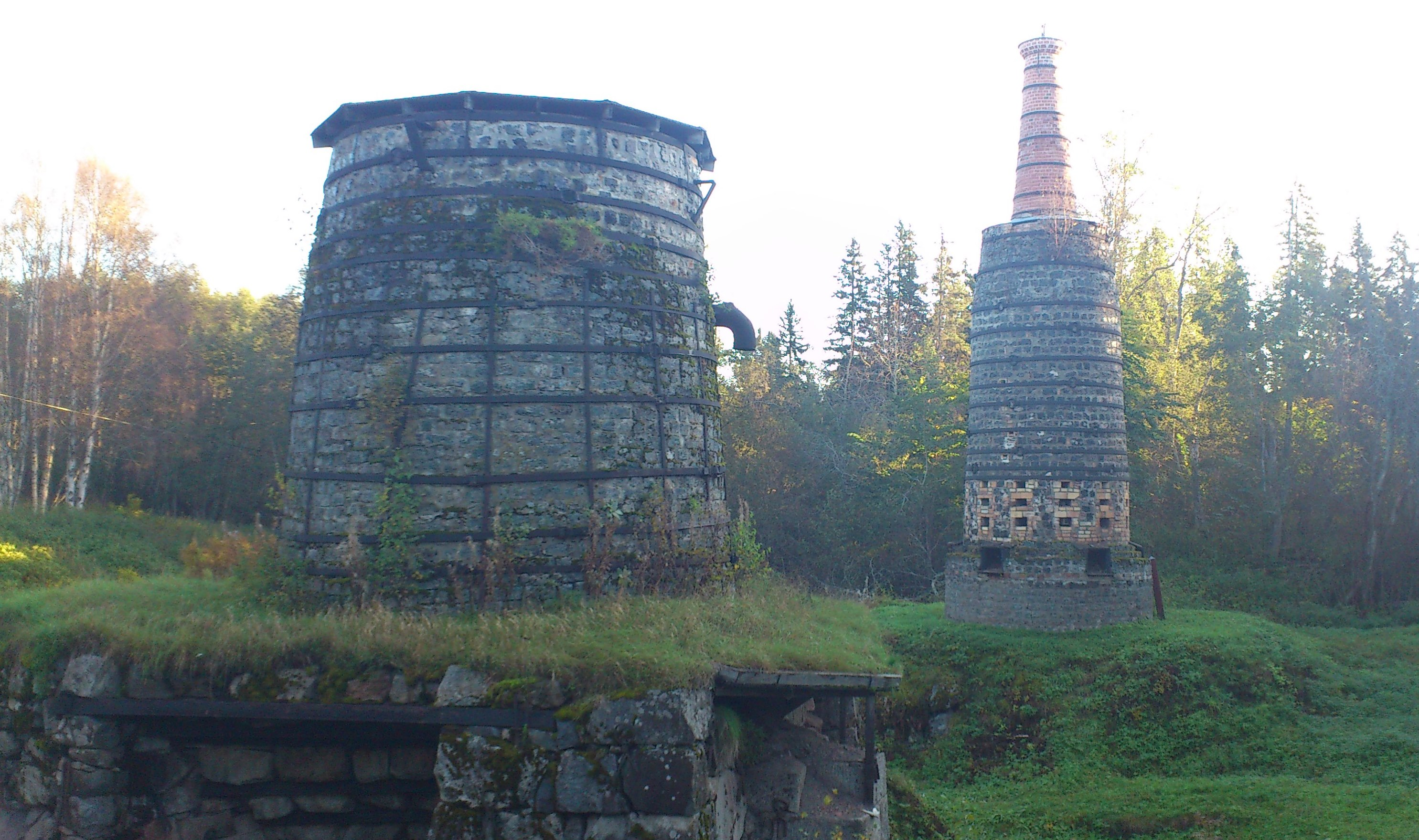
Le haut fourneau et sa cheminée.

L'aciérie de Lögdö est une ancienne fabrique d'acier suédoise située dans la commune de Timrå (comté de Västernorrland).
La fabrique fut construite à la fin du XVIIe siècle à l'initiative du magistrat Petter Westberg. À l'origine, l'idée était d'utiliser du minerai extrait localement, mais celui-ci se révélant de piètre qualité, il fut nécessaire d'en faire venir du sud de la Suède. Lorsqu'à la fin de la grande guerre du Nord les soldats russes incendièrent villes et villages le long de la côte nord de la Suède, la fabrique de Lögdö fut épargnée. Du fait de sa faible rentabilité, elle fut finalement fermée en 1876. Le site est aujourd'hui classé réserve culturelle (suédois : kulturreservat) de la commune de Timrå.
Le scientifique Anders Jonas Ångström, qui a laissé son nom à l'ångström, est né sur le site de la fabrique en 1814. Son père y était aumônier.